# Adam (film 2019 Touzani)
Adam (آدم) è un film del 2019 diretto da Maryam Touzani, al suo esordio alla regia di un lungometraggio.
È stato selezionato per rappresentare il Marocco come miglior film internazionale ai premi Oscar 2020.

## Trama
Abla gestisce una modesta panetteria locale dalla sua casa nella medina (quartiere antico) di Casablanca, dove vive da sola con sua figlia di otto anni, Warda. Quando Samia, una giovane donna incinta, bussa alla loro porta le loro vite cambieranno per sempre.

## Distribuzione
Il film è stato presentato in anteprima mondiale nella sezione Un Certain Regard al Festival di Cannes il 20 maggio 2019. È stato distribuito nelle sale cinematografiche italiane da Movies Inspired a partire dal 3 giugno 2021.

## Riconoscimenti
- 2019 – Festival di Cannes[4]
  - Candidatura per l'Un Certain Regard
- 2019 – Giornate cinematografiche di Cartagine[5]
  - Miglior fotografia a Virginie Surdej
  - Miglior montaggio a Julie Naas
  - Candidatura alla miglior regia a Maryam Touzani
- 2021 – Premi Lumière
  - Candidatura per la migliore promessa femminile a Nisrin Erradi
- 2022 – Premi Magritte
  - Candidatura per la migliore attrice a Lubna Azabal
  - Candidatura per il miglior film straniero in coproduzione